# بعثة الأمم المتحدة في جمهورية إفريقيا الوسطى وتشاد
بعثة الأمم المتحدة في جمهورية أفريقيا الوسطى وتشاد كانت بعثة لحفظ السلام تابعة للأمم المتحدة أنشأها مجلس الأمن التابع في 25 سبتمبر 2007 لتوفير وجود متعدد الأبعاد يصل إلى 350 من أفراد الشرطة والجيش في شرق تشاد وشمال شرق جمهورية أفريقيا الوسطى.
وتأتي البعثة استجابة للوضع المزري لما يقدر بنحو 230 ألف لاجئ من دارفور الذين يواصلون الفرار إلى شرق تشاد المتاخمة وشمال شرق جمهورية إفريقيا الوسطى. تواصل الجماعات المتمردة السودانية المسلحة شن هجمات عبر الحدود السودانية، مما يعرض السكان المحليين واللاجئين الدارفوريين للخطر على حد سواء.
تبع ذلك قرار صدر في يوليو 2007 بإرسال العملية المشتركة للاتحاد الأفريقي والأمم المتحدة في دارفور إلى المنطقة وقرار في أغسطس 2006 بإرسال بعثة الأمم المتحدة، صاغ الأمين العام تقريرًا يحدد شكل المهمة التي كان يعتقد أنه يجب إرسالها هناك،  وكذلك تلقى تأكيدات من الاتحاد الأوروبي بمساهمته بقوات.
على الرغم من أنه كان من المقرر أصلاً نشر قوات أورفور في نوفمبر 2007، فقد تأخر حتى فبراير بسبب نقص المعدات. وقد وصلت إلى قدرتها التشغيلية الأولية في 15 مارس 2008 واستُبدلت بقوات الأمم المتحدة بموجب نفس الولاية في 15 مارس 2009. القرار الأخير المتعلق بتفويض بعثة الأمم المتحدة في جمهورية أفريقيا الوسطى وتشاد، قرار مجلس الأمن رقم 1913، مدد تمركز البعثة حتى 15 مايو 2010، مما سمح بإجراء مزيد من المناقشات مع الحكومة التشادية التي طلبت عدم تجديد التفويض. تم تمديد آخر حتى نهاية عام 2010.

## القوة

### الأفراد العسكريون
اعتبارًا من عام 2010، كان هناك 5200 فرد عسكري و27 ضابط ارتباط عسكري من الجزائر وبنغلاديش وبنين وبوركينا فاسو وجمهورية الكونغو الديمقراطية والدنمارك ومصر وإثيوبيا وغانا وأيرلندا وكينيا ومالي ومنغوليا وناميبيا ونيبال ونيجيريا والنرويج وباكستان وبولندا وروسيا ورواندا والسنغال وصربيا وسريلانكا وتوغو وتونس والولايات المتحدة.

### أفراد الشرطة
اعتبارًا من عام 2010، كان هناك 300 ضابط شرطة من بنين وبوركينا فاسو والكاميرون وكوت ديفوار ومصر وفنلندا وفرنسا وغينيا والأردن ومدغشقر ومالي والنيجر وعمان ورواندا والسنغال وتركيا واليمن.

## مهمة الاتحاد الأوروبي
عملت بعثة الاتحاد الأوروبي تحت رعاية وفي إطار بعثة الأمم المتحدة في جمهورية أفريقيا الوسطى وتشاد على النحو المصرح به في أواخر عام 2007. بدأ نشر ما يصل إلى 3700 جندي في فبراير 2008. شمل المساهمون (مع عدد القوات الملتزمة): 
- ألبانيا – 63 جنديا من فوج المغاوير [3]
- فرنسا – نصف فرقة[4]
- أيرلندا – 411 جندي[5]
- بولندا – 350 جندي[6]
- السويد – 200 جندي[7]
- النمسا – 160 جندي[8]
- رومانيا – 120 جندي
- بلجيكا – 100 جندي[9][10]
- إسبانيا– 80 جندي[11]
- فنلندا – 40 جندي[12]
- هولندا – 60 من مشاة البحرية[13]

وفقًا لوكالة الأنباء «بانابريس» ومقرها بروكسل،  أعرب عدد من الدول غير الأعضاء في الاتحاد الأوروبي أيضًا عن اهتمامها بتوفير الدعم اللوجستي أو الأفراد لمهمة الاتحاد الأوروبي.
تضمن تفويضهم «اتخاذ جميع التدابير اللازمة، في حدود قدراتها ومنطقة عملياتها في شرق تشاد وشمال شرق جمهورية إفريقيا الوسطى» لحماية المدنيين، وتسهيل إيصال المساعدات الإنسانية، وضمان سلامة موظفي الأمم المتحدة. أعلن قائد عمليات الاتحاد الأوروبي، الجنرال باتريك ناش، في 5 نوفمبر  أن هذه القوة ستكون 3700 جندي. تمت الموافقة على العملية العسكرية من قبل مجلس الاتحاد الأوروبي في 15 أكتوبر. 

## روابط خارجية
- 2013-2014 نظرة عامة على أزمة جمهورية إفريقيا الوسطى
- HDPT - موقع الأمم المتحدة على الإنترنت يرصد التقدم التفصيلي لقوة الاتحاد الأوروبي وتشاد / RCA وبعثة الأمم المتحدة في جمهورية أفريقيا الوسطى وتشاد
- موقع مينوركات
- معهد ماساتشوستس للتكنولوجيا (MIT) دراسة عن مينوركات ويوفور تشاد / RCA
- موقع يوفور تشاد / RCA نسخة محفوظة 22 يناير 2008 على موقع واي باك مشين.
- مجلس الأمن يصرح بإنشاء «حضور متعدد الأبعاد» في تشاد، جمهورية إفريقيا الوسطى، باعتماد القرار 1778 (2007) بالإجماع مركز أنباء الأمم المتحدة